# Gesine Meißner
Le titre de cet article contient le caractère allemand ß. S'il n'est pas disponible ou n'est pas souhaité, le nom peut être représenté comme Gesine Meissner.
Gesine Meißner, née le 22 février 1952 à Uelzen, est une femme politique allemande membre du Parti libéral-démocrate.
Elle est élue députée européenne en 2009 et réélue en 2014.